# Команешти
Команешти (рум. Comănești) град је у у источном делу Румуније, у историјској покрајини Молдавија. Команешти је четврти по важности град у округу Бакау.
Команешти према последњем попису из 2011. године има 19.568 становника.

## Географија
Град Команешти налази се у средишњем делу Румунске Молдавије. Град је смештен на реци Тротуш. Од седишта округа, града Бакау, Команешти је удаљен око 62 km западно. Око града се пружа планинско подручје Карпата.

## Становништво
У односу на попис из 2002., број становника на попису из 2011. се смањио.
| 1966.  | 1977.  | 1992.  | 2002.  | 2011.  |
| ------ | ------ | ------ | ------ | ------ |
| 14.653 | 16.879 | 25.020 | 26.237 | 19.568 |

Румуни чине већину становништва Команештија, а од мањина присутни су само Роми. Пре Другог светског рата Јевреји су чинили мали део градског становништва.